# Prêmio Parceiros do Desenvolvimento
O Prêmio Parceiros do Desenvolvimento foi criado, em 2006, pelo jornal Correio Braziliense, com o intuito de homenagear empresas da iniciativa privada, de dez segmentos diferentes, que mais contribuíram para o desenvolvimento do Brasil. A iniciativa tem por slogan “Vence quem faz o Brasil crescer”. Como diz o jornal, “Destaca quem ajuda, com o sucesso obtido, a construir um Brasil melhor e mais justo. (...) A coragem e a determinação merecem o aplauso da sociedade.” Os indicadores do prêmio, que retratam o progresso das empresas, são os seguintes: “faturamento, recolhimento de impostos, ações de responsabilidade social, atenção ao meio ambiente e índice de empregabilidade.” 

## Versões do prêmio

### Ano 2006
Versão número = 001;
Empresas pesquisadas = 5.000;
Setores = 10.
Data da cerimônia = 23.05.2007;

Empresas premiadas (setor / empresa) =
Alimentação: Sadia S/A - (Sadia);
Economia local: CTIS Informática e Sistemas Ltda – (CTIS);
Energia: Companhia Energética de Minas Gerais – (Cemig);
Financas: Banco Bradesco S/A – (Bradesco);
Metalurgia: Gerdau S/A –  (Gerdau);
Mineração: Companhia Vale do Rio Doce.
Petroquímica: Petróleo Brasileiro S/A  – (Petrobras)
Siderurgia: Usiminas;
Transporte: Gol Linhas Aéreas Inteligentes S/A – (GOL);
Varejo: Cia Brasileira de Distribuição – (Pão de Açúcar).